# Pârâul lui Simion
Pârâul lui Simion este un afluent al râului Sebeș. 

## Hărți
- Harta Județului Brașov
- Harta Munților Făgăraș  Arhivat în 8 septembrie 2013, la Wayback Machine.